# Sunga uralkodók listája
Az alábbi lista a Sunga Birodalom uralkodóit tartalmazza.
| Uralkodó           | Uralkodott                       | Neve átírásban | Megjegyzés |
| ------------------ | -------------------------------- | -------------- | ---------- |
| Puszjamitra Szunga | király: Kr. e. 185 – †Kr. e. 149 |                |            |
| Agnimitra          | király: Kr. e. 149 – †Kr. e. 141 |                |            |
| Vaszudzsjesztha    | király: Kr. e. 141 – †Kr. e. 131 |                |            |
| Vaszumitra         | király: Kr. e. 131 – †Kr. e. 124 |                |            |
| Andhraka           | király: Kr. e. 124 – †Kr. e. 122 |                |            |
| Pulindaka          | király: Kr. e. 122 – †Kr. e. 119 |                |            |
| Ghosa              | király: Kr. e. 119 – †??         |                |            |
| Vadzsramitra       | király: ?? – †??                 |                |            |
| Bhagabhadra        | király: ?? – †?                  |                |            |
| Devabhuti          | király: Kr. e. 83 – †Kr. e. 73   |                |            |